# 柳生心眼流體術
柳生心眼流体術（やぎゅうしんがんりゅうたいじゅつ）は、小山左門が江戸で教えていた体術の流派。
法祖を柳生十兵衛、流祖を荒木又右衛門としている。

## 歴史
柳生心眼流の小山左門が諸国を回遊修行後に江戸浅草で道場を開いたことにより江戸に伝わった。
幕末期から明治にかけて活躍した後藤柳生斎は、大阪を中心に広くその技を伝えた。この流れは「後藤派柳生流」とも書かれる。合気道の創始者である植芝盛平は大阪府堺市で中井正勝よりこの系統を学び、1908年7月（明治41年）坪井政之輔から初段中段の巻物を授かった。
後藤柳生斎の門人の大嶋正照は幕末に新徴組に属していた人物である。明治維新後は山岡鉄舟の援助で東京に道場を開いた。大島正照の高弟の星野天知（星野慎之輔）は明治文壇で活躍した人でもあり、女子武道を工夫して明治女学校などで教授していた。講道館柔道創始者の嘉納治五郎も大島正照の道場で一時期棒術を学んでいる。
星野天地の系統は神奈川、東京都、栃木県で伝承されている。
幕末から明治にかけて奈良県で学ばれていた圓徳流は、この系統の柳生心眼流の分派と考えられている。

## 柳生心眼流に関する話

### 大嶋正照について
星野天知の師匠であり、日本橋本銀町に演武場を開いていた。
星野天知によると大嶋正照は、身長は六尺（約180センチメートル）仁王像のような巨躯の人であったとされる。星野天知によると幕末に庄内藩を脱藩し新徴組に所属していた。人をよく斬ったので人斬り一角と言われていた。大嶋は初め一角と称し後に正照と改めた。
明治時代に山岡鉄舟、勝安房、近藤勇、志田歌之助等の諸豪と交流を持っていた。また漢方医薬や指頭術（揉み治療）に長じて多くの者を治療していた。治療して全癒した者は300～400名いた。
新徴組解隊後に山岡鉄舟の庇護のもと今川橋の近くに大道場を開いたが後に本銀町に道場を移した。明治初年の欧米風で多くの町道場が閉鎖する武芸極衰の時勢のなか、大嶋の道場は薬と整骨治療で生計を支えいた。
星野天知が入門した時は30人ほど弟子がいた。

#### 大嶋正照と大嶋学
星野天知が師事した大嶋正照は、一般的に大嶋一学と言われる人物の息子の大嶋学であるとする説がある。大嶋学は新徴組に所属していた。星野天知が心眼流を学び始めたのが明治14-15年であり当時の大嶋は57－58歳であったとされ、大嶋一学の子の大嶋学は1864年（元治元年）で39歳であり年齢は大嶋学と一致している。
1846年（弘化3年）に出版された『大阪商工銘家集』の中に「北久宝寺町東堀 柳生心眼流打身骨折治療 一子相伝 大嶋荒木堂」と書かれている。
元治2年３月（1865年。４月に慶応に改元）に改定された『新徵組姓名明細記』の大嶋学の項に「〜当時麹町壱丁目住居、父大嶋一学死、大阪南船場東堀住人〜」とある。なお、大嶋学は明治となって版籍奉還で東京へ移住、その際、「大嶋正照」を名乗ったことが記録されているので、新徵組隊士として活躍した「大嶋学」が、のちに星野天知の柳生心眼流の師となる「大嶋正照」と同一人物であるのは、ほぼ間違いない。

### 天神真楊流との試合
『渡辺一郎先生自筆 近世武術史研究資料集』に掲載された天神真楊流の他流試合の記録に、1856年（安政3年）に行われた神田橋の大嶋一学道場と天神真楊流の試合が記されている。
大嶋一学の門下からは伊藤一郎、坂口吉太郎、市原吉三郎、依藤忠八が出場した。
天神真楊流からは、渡辺喜三太、益頭五十太、三河作右衛門、太田安造が出ている。

### 中井道場と講道館柔道
大阪の中井道場には実力がある門弟が揃っており、他道場が他流派より試合を申し込まれた場合には応援を頼まれた。
ある時、大阪の半田彌太郎の道場（大東流柔術）に講道館柔道の嘉納治五郎と門弟が訪れ手合わせを申し込んだ。そこで中井道場から平地と井上という門人が応援に赴き、平地は嘉納治五郎の門弟に勝利した。
平地は試合相手がいなくなって調子にのり嘉納治五郎に挑戦しようとしたところ、中井正勝が平地を一喝し嘉納治五郎に深く非礼をわびたという。
嘉納治五郎は日を経ずして中井の門弟の井上を警視庁警部補の階級で招請した。

### 蹴りの稽古
星野は著書で柳生心眼流體術は絞と当身で勝負の決を取ると記している。稽古試合では当身を禁じているが、普段の稽古で咽喉と胸部は怠ず鍛えていた。
ある時、星野が多数の門人へ代わる代わる自身の肋骨を蹴らせる稽古を行っていた。この蹴りで皮が痛い時は初心者、骨が痛い時は初段から中段、目録以上は胃の所までズーンと痛んだという。
代わる代わる蹴らしている一蹴りズーンと腹の中心を衝いたものがあり、驚いてみ見る初心者であった。星野はこれは免許蹴りだと思い、後に職業を聞いたら米の踏み㨶きをする者であった。

## 内容
柔術は居取、立合、乱取からなる。
居取表形
両手取、枝折、虎勢、臂砕、小手挫、冠返、両切、龍飛、素打、引落
立合表形
肩衣
肩衣、肩衣裏、肩衣中段、身返、衣擔
両切
両切、両切裏、冠返、腕締、腹責、臂返、縫返、捨身當
袖突
袖突、袖突裏、袖突中段、襟締、左引落、右引落、蹴込
素打
素打、素打裏落、左右取、裸締、飛込、蹴投
打込
打込、箭筈裏、身返締、左蹴込、踏違、甲手返、捨身沈
立合裏形
加條（肩衣の加條）
加條、加條引落、加條振込中段、加條當身、加條腹捨身
襟取
襟取、襟取鉈、襟取中段、襟取袖締、襟取横捨身
大搦
大搦、大搦裏、大搦中段、大搦足取、大搦捨身裏
折取
折取、折取締込、折取身返、折取割締、折取捨身沈
乱取
投手
左足掛、右足掛、腰投、腰投崩、股払表、股払裏、背負投、小手引、腹捨身、横捨身
組打
突締上手、突締下手、一本締、裸締、胴締、腕鉈掛、脚鉈掛、顔責、首責、跳返、押込
長刀術
初段、中段、下段、打込、左右、霞切、大袈裟
剣術
蹲踞、片隠、両隠、片車、両車、片青眼、両青眼
居合
前剱、左剱、一文字、抜打、下坐留、左右留、後切
棒術
合方、差合、肩外、脛當、腰車、水引、引違、共當、見返、相打

## 系譜
- 小山左門行房
  - 小松原甚兵衛良正(南部藩藩士。江戸在住）
    - 山口作右衛門（伊勢原在住。別名：三神佐司衛門）
- 松尾織右衛門
- 前原源太左衛門
- 岩本長右衛門
- 大月與左衛門
- 後藤柳生斎藤原光武（後藤喜三郎）

後藤柳生斎以降の系譜
- 後藤柳生斎藤原光武（後藤喜三郎）
  - 大嶋一学正照（大嶋学、大嶋一角）
    - 山岸正髙
      - 古屋鋭四郎藤原正信
      - 大橋正明
        - 大野正広（本名：常吉。『八王子柔道おぼえ書』）
        - 髙崎正輝（本名：新蔵）

    - 星野天知
      - 山本和三郎
        - 武藤正雄
          - 梶塚靖司（荒木堂十一世）

        - 藤定武夫（荒木堂相伝家）
          - 大舘將（相伝師範）

    - 依藤忠八郎
      - 依藤大二郎

    - 伊藤一郎
    - 坂口吉太郎
    - 市原吉三郎
    - 伊藤誠十郎（但：先代は「大嶋平三郎」）
      - 織田彦三郎（前名：鈴木文太郎）

  - 坪井政之輔藤原正志
    - 中井正勝
      - 平地光一
      - 植芝盛平（合気道の創始者、明治41年に坪井から初段中段巻物を授かる。）

    - 山本嘉兵藤原正近
    - 井上三郎藤原正延
    - 伊月嘉平忠則

  - 今川民代
  - 奥村清兵衛

伝系が不明の人物と系統
- 大田清定（神戸市）